# Bahnstrecke Presque Isle–West Caribou
| Streckenlänge: | 36,4 km              |                                           |                                           |
| Spurweite: | 1435 mm (Normalspur) |                                           |                                           |
| Zweigleisigkeit: | %                    |                                           |                                           |
| |                      |                                           |                                           |
| Gesellschaft: | MMA                  |                                           |                                           |
| \| \| \| von Mapleton \| \| \| \| {0} \| nach Presque Isle (MMA) (AVR Junction) \| nach Presque Isle (MMA) (AVR Junction) \| \| \| (0) \| Skyway Industrial Park \| Skyway Industrial Park \| \| \| {3}\\|(1½) \| BAR Junction \| BAR Junction \| \| \| 0,00 \| Presque Isle ME AVR Station \| Presque Isle ME AVR Station \| \| \| \| Presque Isle Stream \| \| \| \| ca. 1 \| West Presque Isle ME (Dyre Street) \| West Presque Isle ME (Dyre Street) \| \| \| \| heutiges Streckenende \| \| \| \| 1\\|(3½) \| Skyway Junction \| Skyway Junction \| \| \| \| von Washburn Junction \| \| \| \| 3,22 \| Presque Isle Junction ME \| Presque Isle Junction ME \| \| \| 4,42 \| Rands ME \| Rands ME \| \| \| 8,54 \| Park Siding ME \| Park Siding ME \| \| \| \| Aroostook River \| \| \| \| 11,38 \| Crouseville ME \| Crouseville ME \| \| \| 13,87 \| Adaline ME \| Adaline ME \| \| \| 16,72 \| Bugbee ME \| Bugbee ME \| \| \| \| Verbindung zur Strecke Squa Pan–Stockholm \| \| \| \| 18,33 \| Washburn ME \| Washburn ME \| \| \| \| nach Perham Road \| \| \| \| 24,77 \| Carson ME \| Carson ME \| \| \| \| nach Sweden \| \| \| \| 28,56 \| Sands ME \| Sands ME \| \| \| 30,80 \| Jacobs ME \| Jacobs ME \| \| \| 33,18 \| Pauls ME \| Pauls ME \| \| \| 36,40 \| West Caribou ME \| West Caribou ME \| |                      |                                           |                                           |
| Strecke |                      | von Mapleton                              | von Mapleton                              |
| Abzweig geradeaus und nach rechts | {0}                  | nach Presque Isle (MMA) (AVR Junction)    | nach Presque Isle (MMA) (AVR Junction)    |
| Strecke · Betriebs-/Güterbahnhof Streckenanfang | (0)                  | Skyway Industrial Park                    | Skyway Industrial Park                    |
| Strecke nach links · Abzweig geradeaus und von rechts | {3}\|(1½)            | BAR Junction                              | BAR Junction                              |
| Kopfbahnhof Streckenanfang (Strecke außer Betrieb) · Strecke | 0,00                 | Presque Isle ME AVR Station               | Presque Isle ME AVR Station               |
| Brücke über Wasserlauf (Strecke außer Betrieb) · Strecke |                      | Presque Isle Stream                       | Presque Isle Stream                       |
| Dienststation / Betriebs- oder Güterbahnhof (Strecke außer Betrieb) · Strecke | ca. 1                | West Presque Isle ME (Dyre Street)        | West Presque Isle ME (Dyre Street)        |
| Strecke (außer Betrieb) |                      | heutiges Streckenende                     | heutiges Streckenende                     |
| Verschwenkung nach links (Strecke außer Betrieb) · Verschwenkung nach rechts (Strecke außer Betrieb) | 1\|(3½)              | Skyway Junction                           | Skyway Junction                           |
| Abzweig geradeaus, nach rechts und von rechts (Strecke außer Betrieb) |                      | von Washburn Junction                     | von Washburn Junction                     |
| Bahnhof (Strecke außer Betrieb) | 3,22                 | Presque Isle Junction ME                  | Presque Isle Junction ME                  |
| Bahnhof (Strecke außer Betrieb) | 4,42                 | Rands ME                                  | Rands ME                                  |
| Bahnhof (Strecke außer Betrieb) | 8,54                 | Park Siding ME                            | Park Siding ME                            |
| Brücke über Wasserlauf (Strecke außer Betrieb) |                      | Aroostook River                           | Aroostook River                           |
| Bahnhof (Strecke außer Betrieb) | 11,38                | Crouseville ME                            | Crouseville ME                            |
| Bahnhof (Strecke außer Betrieb) | 13,87                | Adaline ME                                | Adaline ME                                |
| Bahnhof (Strecke außer Betrieb) | 16,72                | Bugbee ME                                 | Bugbee ME                                 |
| Abzweig geradeaus und nach links (Strecke außer Betrieb) |                      | Verbindung zur Strecke Squa Pan–Stockholm | Verbindung zur Strecke Squa Pan–Stockholm |
| Bahnhof (Strecke außer Betrieb) | 18,33                | Washburn ME                               | Washburn ME                               |
| Abzweig geradeaus und nach links (Strecke außer Betrieb) |                      | nach Perham Road                          | nach Perham Road                          |
| Bahnhof (Strecke außer Betrieb) | 24,77                | Carson ME                                 | Carson ME                                 |
| Abzweig geradeaus und nach links (Strecke außer Betrieb) |                      | nach Sweden                               | nach Sweden                               |
| Bahnhof (Strecke außer Betrieb) | 28,56                | Sands ME                                  | Sands ME                                  |
| Bahnhof (Strecke außer Betrieb) | 30,80                | Jacobs ME                                 | Jacobs ME                                 |
| Bahnhof (Strecke außer Betrieb) | 33,18                | Pauls ME                                  | Pauls ME                                  |
| Kopfbahnhof Streckenende (Strecke außer Betrieb) | 36,40                | West Caribou ME                           | West Caribou ME                           |

Die Bahnstrecke Presque Isle–West Caribou ist eine Eisenbahnstrecke in Maine (Vereinigte Staaten). Die normalspurige Strecke ist 36,4 Kilometer lang. In Presque Isle besteht zudem eine etwa 6,5 Kilometer lange Industrieanschlussbahn zum Skyway Industrial Park (Skyway Branch) mit Verbindung zur Bahnstrecke Mapleton–Presque Isle. Die eigentliche Bahnstrecke von Presque Isle nach West Caribou ist stillgelegt und abgebaut, lediglich der Skyway Branch und die Verbindungsbahn werden noch durch die New Brunswick Southern Railway benutzt.

## Geschichte
Arthur R. Gould, der mehrere Papier- und Holzindustrieanlagen in der Umgebung von Presque Isle und Washburn besaß, wollte eine direkte Verbindung der beiden Orte durch eine Eisenbahn. Da die Bangor and Aroostook Railroad (BAR) bereits Presque Isle bediente und ein Monopolrecht besaß, das im Umkreis von 15 Kilometern um ihre Strecken keine anderen Eisenbahnen auf bahneigenen Grundstücken gebaut werden dürfen, blieb nur eine Bahn im öffentlichen Straßenraum. Er beantragte daher 1902 eine Konzession zum Bau einer elektrischen Eisenbahn von Presque Isle nach Washburn im Straßenplanum sowie einen Abzweig von Washburn nach Wade (Wade Branch), der auf eigenem Bahnkörper gebaut werden sollte. Nach rechtlichen Streitereien mit der Bangor&Aroostook erteilte der Staat Maine die erforderlichen Genehmigungen und Gould gründete die Aroostook Valley Railroad. Da die Verkehrsbehörde Maines die Monopolregelung nicht sonderlich ernst nahm, konnte Gould die Trasse mehrfach verändern, sodass die endgültige Version, die 1903 festgelegt wurde, nur noch etwa anderthalb Kilometer Strecke im Straßenplanum vorsah. 1908 war dann auch die Finanzierung gesichert und es dauerte noch bis zum Frühjahr 1909, ehe mit dem Bau begonnen wurde.
Am 1. Juli 1910 fand die offizielle Eröffnung der Bahnstrecke statt. Am Güterbahnhof West Presque Isle entstand das Depot der Straßenbahn. Der eigentliche Streckenanfang war jedoch der Bahnhof Presque Isle neben dem Bahnhof der BAR, wo es auch eine Umladestation zur Bangor&Aroostook gab. Gleisverbindungen wurden jedoch zunächst weder in Presque Isle noch in Washburn, das die BAR im gleichen Jahr von Südwesten her erreicht hatte, gebaut. Die Strecke war eingleisig mit Ausweichen im Straßenplanum. Die beiden anfangs beschafften Personentriebwagen fuhren mit 1200 Volt Gleichstrom, den die Bahn aus einem Wasserkraftwerk in Aroostook Falls bezog, das ebenfalls Arthur Gould gehörte. Anfangs verkehrten elf Bahnen pro Tag zwischen Presque Isle und Washburn. Die Fahrzeit betrug eine Stunde.
1911 beantragte Gould die Verlängerung der Strecke auf eigenem Bahnkörper nach Sweden, die trotz Protesten der BAR genehmigt und am 9. Dezember des Jahres eröffnet wurde. Kurz darauf erhielt Gould auch die Konzession für eine Verlängerung von Carson nach West Caribou – erneut begleitet von Rechtsstreitigkeiten mit der BAR. Diese Strecke ging noch 1912 in Betrieb. Der Abschnitt Carson–Sweden wurde zur Zweigstrecke (Sweden Branch).
Anfang der 1920er Jahre endete das Monopolrecht der BAR und die AVR verlegte ihre Strecke komplett aus dem Straßenplanum auf einen eigenen Bahnkörper neben der Straße. Gleichzeitig wurde in Washburn eine Gleisverbindung zur BAR gebaut. 1932 erwarb die Canadian Pacific Railway die AVR und damit auch die Bahnstrecke Presque Isle–West Caribou. Den Betrieb führte jedoch weiterhin die AVR.
1941 entstand westlich der Stadt Presque Isle ein Luftwaffenstützpunkt, zu dem die AVR eine etwa 3,5 Kilometer lange nicht-öffentliche elektrifizierte Anschlussbahn legte, die zunächst als US Air Force Branch bezeichnet wurde. Nach Ende des Zweiten Weltkrieges wurde der Luftwaffenstützpunkt in einen Regionalflughafen umgewandelt und die Kaserne wurde zum Skyway Industrial Park. Die Anschlussbahn blieb zur Anbindung dieses Industrieparks bestehen und hieß nun Skyway Branch.
Im Juli 1945 erwarb die Bahngesellschaft zwei GE 44-ton switcher-Diesellokomotiven, die seither die Güterzüge zogen. Im darauffolgenden Jahr, am 7. August 1946, stellte die AVR den zuletzt aus drei täglichen Zugpaaren bestehenden Personenverkehr ein und baute die nun nicht mehr benötigten elektrischen Anlagen sowie die Strecke zwischen Personen- und Güterbahnhof in Presque Isle ab. Der Personenbahnhof wurde an die Stadt Presque Isle verkauft, die einen Parkplatz auf dem Gelände baute, die Brücke über den Presque Isle Stream wurde abgerissen.
Im Februar 1982 endete der Bahnverkehr zwischen Park Siding und West Caribou, die endgültige Stilllegung erfolgte fünf Jahre später. Dadurch fiel auch die Gleisverbindung zur BAR weg. Um den Skyway Industrial Park direkter an das BAR-Netz anzuschließen, baute die AVR 1992 eine rund drei Kilometer lange Verbindungsstrecke, die vom Skyway Branch abzweigte und westlich von Presque Isle in die Bahnstrecke Mapleton–Presque Isle mündete. Infolgedessen wurde der Verkehr zwischen Park Siding und Presque Isle eingestellt und die Strecke 1993 stillgelegt. Am 26. April 1996 stellte die AVR ihren Betrieb ein und verkaufte die verbliebene Anschlussstrecke sowie das Verbindungsgleis zur BAR an die Stadt Presque Isle, die sie an die BAR vermietet. Seit 2003 betrieb die Montreal, Maine and Atlantic Railway (MMA), die die BAR übernommen hatte, den Anschlussgüterverkehr auf dem Skyway Branch. Seit 2011 ist die New Brunswick Southern Railway dort tätig.

## Streckenbeschreibung
Die Strecke beginnt in Presque Isle, westlich des Bahnhofs der Bangor&Aroostook Railroad, bzw. heute der MMA, und führt nordwärts. Direkt nördlich des Endbahnhofs überquert die Strecke den Presque Isle Stream. Die Brücke wurde 1946 abgerissen. Nach etwa zweieinhalb Kilometern erreicht die Trasse den Abzweig Skyway Junction, wo der Güteranschluss zum Industriepark von Westen her einmündet. Einige hundert Meter weiter befand sich das Gleisdreieck, über das die Strecke nach Washburn Junction abzweigte. Ab hier verläuft die Trasse entlang des Aroostook River, der kurz vor Crouseville überquert wird.
Im Stadtgebiet von Washburn verläuft die Strecke parallel zur ebenfalls stillgelegten Bahnstrecke Squa Pan–Stockholm, zu der seit den 1920er Jahren eine Gleisverbindung bestand. Nördlich des Bahnhofs zweigt der nie vollendete Wade Branch ab. Die Strecke führt weiter nordwärts bis Carson, wo der Abzweig nach Sweden nordwärts weiterführt. Die Strecke nach Caribou biegt in Richtung Osten ab und erreicht nach knapp zwölf weiteren Kilometern die Stadt Caribou. Der Endbahnhof West Caribou befand sich im Stadtteil Woodland an der Washburn Street. Es gab keine Verbindung zum Bangor&Aroostook-Bahnhof, der sich etwa anderthalb Kilometer entfernt befand.

## Anhang